# Sieńciaszka (gromada)
Sieńciaszka – dawna gromada, czyli najmniejsza jednostka podziału terytorialnego Polskiej Rzeczypospolitej Ludowej w latach 1954–1972.
Gromady, z gromadzkimi radami narodowymi (GRN) jako organami władzy najniższego stopnia na wsi, funkcjonowały od reformy reorganizującej administrację wiejską przeprowadzonej jesienią 1954 do momentu ich zniesienia z dniem 1 stycznia 1973, tym samym wypierając organizację gminną w latach 1954–1972.
Gromadę Sieńciaszka z siedzibą GRN w Sieńciaszce (I) (w obecnym brzmieniu Sięciaszka Pierwsza) utworzono – jako jedną z 8759 gromad na obszarze Polski – w powiecie łukowskim w woj. lubelskim na mocy uchwały nr 13 WRN w Lublinie z dnia 5 października 1954. W skład jednostki weszły obszary dotychczasowych gromad Sieńciaszka I i Zalesie ze zniesionej gminy Łuków w tymże powiecie. Dla gromady ustalono 11 członków gromadzkiej rady narodowej.
1 stycznia 1960 do gromady Sieńciaszka włączono obszar zniesionej gromady Dąbie (bez leśnictw Gręzówka, Jagodne i Dąbrówka o powierzchni 4116,70 ha) w tymże powiecie.
1 stycznia 1962 gromadę zniesiono, włączając jej obszar do nowo utworzonej gromady Łuków w tymże powiecie.